# Dückers dragonregemente
Dückers dragonregemente var ett värvat dragonregemente inom svenska armén som verkade åren 1704–1709. Förbandet var förlagt i Preussen.

## Historia
Dragonregementet bestod av värvade dragoner. Regementet bildades år 1704 och upplöstes genom Poltava år 1709. Regementetschef tillfångatogs men utväxlades kort efter att han fick i fångenskap. Regementet bestod som mest av 600-1000 dragoner.

## Förbandschefer
- 1704–1709: Carl Gustaf Dücker